# Nadační fond REGI Base I.

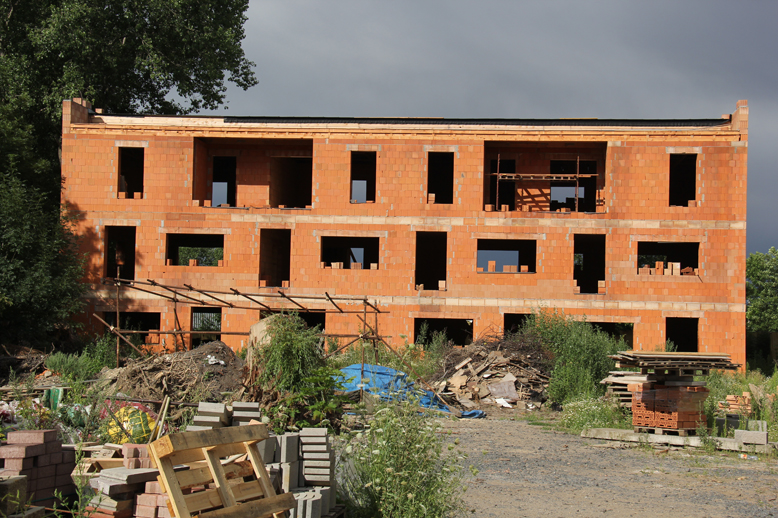
Pohled na nedokončené stavební práce zdravotnické základny NFRB ve Svémyslicích
(z července 2012). Odhadovaná výše nákladů včetně vybavení zařízení je 110 až 130 mil. Kč.

Nadační fond REGI Base I. je nezávislá, nevládní, nezisková organizace se sídlem v Praze, která od doby svého založení dne 22. dubna 2011 podporuje rozvoj filantropie v České republice. Fond vznikl za účelem shromažďování finančních prostředků k zajištění zdravotních, sportovních, sociálních a kulturně vzdělávacích potřeb na pomoc novodobých válečných veteránů, s důrazem těch s trvalými následky. Sekundárním předmětem jeho humanitárního zájmu jsou bývalí příslušníci vojenské, policejní či hasičské jednotky, někdejší zaměstnanci celní správy a vězeňské služby, respektive jejich rodinní příslušníci.
Obecně prospěšnou činnost včetně provozu charitativního e-shopu spravuje nadace v rámci své detašované organizace REGI BASE Start o. p. s. (zal. v dubnu 2012), která se angažuje zejména v praktických otázkách socializace řádových vysloužilých vojáků při jejich reintegraci do civilního života. Prostřednictvím sítě externích dopisovatelů udržuje kontakty na Slovensku, v Rusku, zemích Středního východu či Kongu.
Zřizovateli fondu jsou Hynek Čech a Martin Jirsa. Jeho hlavním statutárním orgánem je správní rada, které předsedá Jindra Pavlová; mj. ředitelka o. p. s. Ačkoliv organizace úzce spolupracuje s Ministerstvem obrany ČR, coby samostatný právní subjekt je závislá na darech, dotacích a sponzorských příspěvcích, proto využívá vícezdrojové financování. Stěžejním projektem NFRB je dokončení výstavby soukromého vojenského zdravotnického střediska REGI Base I. Svémyslice, a to v podobě specializovaného diagnosticko-rehabilitačního centra komplexní péče pro válečné vysloužilce ve Středočeském kraji.
Oficiální hymnu ve prospěch nadace autorsky složil Martin Maxa pod názvem „Píseň padlých“.

## Statutární orgány

### Správní rada
| Česká republika - Jindra Pavlová — předsedkyně; ředitelka o. p .s. - Miroslav Nosek — člen - Jakub Pětioký — člen - Petra Spilková — člen (o. p .s.) - Josef Dvořák — člen (o. p .s.) | Spojené státy - Carson MayO — předseda - Joshua MayO — provozní ředitel - Hynek Čech — vedoucí pro mezinárodní vztahy |

## Kritika
V roce 2019 se činnost spolku stala předmětem mediální kontroverze poté, co si REGI Base zaregistroval ochrannou známku na vlčí máky, které jsou od 1. světové války symbolem válečných veteránů, ve spojení s trikolórou. Fond posléze zaslal několika neziskovým organizacím, jako je Spolek Vlčí máky, Post Bellum nebo vlkošské Military Muzeum, výzvu k ukončení používání tohoto symbolu a v některých případech hrozil žalobou.